# Laurie Bird
Pour les articles homonymes, voir Bird.
Laurie Bird est une modèle, actrice et photographe américaine, née le 26 septembre 1953 à Glen Cove (Long Island, État de New York) et morte le 15 juin 1979 à New York.

## Biographie
Sa mère s'est suicidée quand elle avait trois ans. 
Laurie Bird travaillait comme modèle quand elle a été choisie par le réalisateur Monte Hellman parmi près de cinq cents candidates pour jouer la jeune fille dans Macadam à deux voies (Two-Lane Blacktop) en 1971. Elle vit ensuite une histoire d'amour avec le cinéaste qui l'emploie encore en 1974 dans Cockfighter. Elle ne joue plus qu'un petit rôle au cinéma, pour Woody Allen dans Annie Hall en 1977. Elle se consacre à la photographie et à son nouveau compagnon, le chanteur Art Garfunkel. Elle se suicide à l'âge de 25 ans dans l'appartement qu'ils partagent à Manhattan.